# Psałterz Harleya
Psałterz Harleya – angielski iluminowany manuskrypt z XI wieku, zawierający łaciński psałterz. Znajduje się w zbiorach Biblioteki Brytyjskiej (sygnatura Harley MS 603).
Księga powstała prawdopodobnie w skryptorium katedry w Canterbury. Ma wymiary 380×310 mm i liczy 73 pergaminowe karty in folio. Zawiera niekompletny tekst Księgi Psalmów w przekładzie łacińskim, urywający się na psalmie 143. Na podstawie analizy formalnej badacze wyróżnili rękę trzech różnych skrybów i ośmiu iluminatorów pracujących nad manuskryptem. Tekst pisany jest minuskułą karolińską, w trzech kolumnach. Psałterz ozdobiony jest frontyspisem z przedstawieniem Trójcy Świętej, dwoma ozdobnymi inicjałami ze scenami figuralnymi oraz ponad 100 wplecionymi w tekst ilustracjami wykonanymi głównie przy użyciu brązowego tuszu, inspirowanymi zdobieniami z Psałterza utrechckiego. Program ikonograficzny księgi nie został dokończony, przy psalmach 67-100 nie wykonano żadnych ilustracji.
Psałterz został prawdopodobnie wykonany dla Æthelnotha, arcybiskupa Canterbury w latach ok. 1020-1038. Na początku XVIII wieku księga stanowiła część kolekcji Roberta Harleya, a następnie jego syna Edwarda. Wdowa po Edwardzie Harleyu, Henrietta z d. Cavendish, podarowała psałterz swojej córce Margaret Bentinck, która w 1753 roku sprzedała go Muzeum Brytyjskiemu.